# Жёсткая система
Жёсткой системой обыкновенных дифференциальных уравнений (ОДУ) называется (нестрого говоря) такая система ОДУ, численное решение которой явными методами (например, методами Рунге — Кутты или Адамса) является неудовлетворительным из-за резкого увеличения числа вычислений (при малом шаге интегрирования) или из-за резкого возрастания погрешности (так называемого, взрыва погрешности) при недостаточно малом шаге. Для жёстких систем характерно то, что для них неявные методы дают лучший результат, обычно несравненно более хороший, чем явные методы.

## Формальное определение
Рассмотрим задачу Коши для автономной системы ОДУ вида
| {\displaystyle {\begin{cases}{\dfrac {d\mathbf {y} (x)}{dx}}=\mathbf {F} (\mathbf {y} (x)),\quad \mathbf {F} (\mathbf {y} )\in C^{p}(\Omega ),\quad \Omega \subset \mathbb {R} ^{m},\\\mathbf {y} (x_{0})=\mathbf {y} _{0}\in \Omega ,\end{cases}}} | (1) |

где {\displaystyle \mathbf {y} (x)} — неизвестная вектор-функция, {\displaystyle \mathbf {F} (\mathbf {y} )} — заданная вектор-функция, {\displaystyle x} — независимая переменная, {\displaystyle \mathbf {y} (x_{0})=\mathbf {y} _{0}} — начальное условие.
Система (1) называется жёсткой, если собственные числа матрицы {\displaystyle \mathbf {F} (\mathbf {y} )}  отрицательны и при этом сильно отличаются по величине, иными словами, если система (1) описывает физическую систему с сильно различающимися характерными временами. При этом при выборе явной численной схемы необходимо выбирать шаг интегрирования, меньший минимального времени, даже если описываемые «быстрые движения» затухают. 
Более строго, система  (1) называется жёсткой, если для любых начальных значений {\displaystyle \mathbf {y} (x_{0})=\mathbf {y} _{0}} на заданном отрезке {\displaystyle [x_{0},\;x_{\mathrm {end} }]}, принадлежащем интервалу существования решения (1), выполнены условия:
- максимальный модуль собственных значений матрицы Якоби (спектральный радиус {\displaystyle \rho }) ограничен вдоль решения {\displaystyle \mathbf {y} (x)}:

{\displaystyle 0<L\leqslant \rho \left({\frac {\partial \mathbf {y} (x)}{\partial x}}\right)\leqslant \left\|{\frac {\partial \mathbf {y} (x)}{\partial x}}\right\|=\left\|\left.{\frac {\partial K(x+\xi ,\;x)}{\partial \xi }}\right|_{\xi =0}\right\|<+\infty ,\quad x_{0}\leqslant x\leqslant x_{\mathrm {end} };}
- существуют такие числа {\displaystyle \xi _{\mathrm {b} }}, {\displaystyle N}, {\displaystyle \nu }, которые удовлетворяют условиям:

{\displaystyle 0<\xi _{\mathrm {b} }\ll x_{\mathrm {end} },\quad N\gg 1,\quad 1\leqslant \nu \leqslant p,\quad 0<\xi _{\mathrm {b} }\leqslant x+\xi _{\mathrm {b} }\leqslant x+\xi \leqslant x_{\mathrm {end} };}
- справедливо следующие неравенство:

{\displaystyle \left\|{\frac {\partial ^{\nu }K(x+\xi ,\;x)}{\partial \xi ^{\nu }}}\right\|\leqslant \left({\frac {L}{N}}\right)^{\nu }.}
Здесь
{\displaystyle K(x+\xi ,\;x)=X(x+\xi )X^{-1}(x);}
{\displaystyle X(x)} — фундаментальная матрица уравнения в вариациях для системы (1);
{\displaystyle \|A\|=\|A\|_{m}=\max _{i}\sum _{j=1}^{m}|a_{ij}|} — матричная {\displaystyle m}-норма.
{\displaystyle \xi _{\mathrm {b} }} — так называемая длина (параметр) пограничного слоя.
К жёстким дифференциальным системам ОДУ также относятся системы, для которых эти условия выполняются после масштабирования компонент вектора {\displaystyle \mathrm {y} (x)} на каждом решении.
Так как любую неавтономную систему ОДУ порядка {\displaystyle m} можно свести к автономной, введя дополнительную вспомогательную функцию, то неавтономная система ОДУ называется жёсткой, если жёсткой является равносильная ей автономная система порядка {\displaystyle m+1}.